# Manifiesto de los Dieciséis
El Manifiesto de los Dieciséis fue un documento redactado en 1916 por los destacados anarquistas Piotr Kropotkin y Jean Grave, que abogaron por una victoria aliada sobre Alemania y las Potencias Centrales durante la Primera Guerra Mundial. Con el estallido de la guerra, el anarquista Kropotkin y otros partidarios de la causa aliada defendieron su posición en las páginas del periódico Freedom, provocando respuestas fuertemente críticas. Mientras la guerra continuaba, los anarquistas en toda Europa participaron en los movimientos antibélicos y denunciaron el crimen de la guerra mediante panfletos y declaraciones, incluyendo una declaración de febrero de 1916 firmada por destacados anarquistas como Emma Goldman y Rudolf Rocker.
En ese momento, Kropotkin mantenía correspondencia frecuente con los que compartían su posición, y fue convencido por uno de sus miembros, Jean Grave, para redactar un documento para fomentar el apoyo anarquista para los aliados. El manifiesto fue publicado en las páginas del periódico socialista pro-guerra La Bataille el 14 de marzo de 1916, y reeditado en otros periódicos anarquistas europeos poco después. El manifiesto declaraba que el apoyo a la guerra era un acto de resistencia contra la agresión del Imperio alemán, y que la guerra tenía que proseguirse hasta su derrota. En este punto, los autores suponían que los partidos políticos que gobernaban Alemania serían derrocados y que podría avanzarse hacia el objetivo anarquista de la «emancipación» de Europa y del pueblo alemán.
Contrariamente a su título engañoso, el Manifiesto de los dieciséis había sido firmado originalmente por quince personas -entre ellos algunos de los anarquistas más eminentes de Europa- y más tarde fue refrendado por otros cien. La posición del Manifiesto fue en marcado contraste con la de la mayoría de los anarquistas de la época, muchos de los cuales denunciaron a sus signatarios y sus simpatizantes, y los acusaron de traicionar los principios anarquistas. Sobre el final de la guerra, Kropotkin se fue quedando cada vez más aislado, ya que muchos antiguos amigos cortaron sus vínculos con él. El movimiento anarquista ruso se dividió en dos, con una parte apoyando a la posición de Kropotkin frente a las fuertes críticas de los bolcheviques. En otras partes de Europa, incluso en los movimientos anarquistas españoles y suizos, la impugnación del Manifiesto fue abrumadora, y sus partidarios fueron airadamente denunciados y marginados.

## Contexto histórico

### La posición antigermánica de Kropotkin
El sentimiento antialemán era una fuerte corriente en los movimientos progresistas y revolucionarios en Rusia desde sus inicios, debido a la influencia alemana en la aristocracia de la dinastía Romanov. El historiador George Woodcock afirmaba que, como la mayoría de los rusos, Kropotkin fue influido por opiniones similares durante toda su vida, culminando en un acérrimo y perjudicial sentimiento antialemán al inicio de la Primera Guerra Mundial. Kropotkin también fue influenciado por su compatriota ruso, el anarquista Mikhail Bakunin, por su rivalidad con Karl Marx, por los éxitos del Partido Social Demócrata de Alemania, que traicionaba a los movimientos revolucionarios en Alemania, y por el surgimiento del Imperio Alemán bajo el gobierno de Otto von Bismarck.

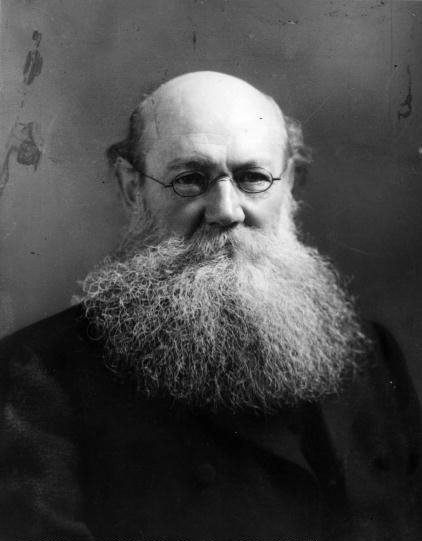
P. Kropotkin, coautor del Manifiesto.

Tras el asesinato del archiduque Francisco Fernando de Austria, Kropotkin fue arrestado bajo sospecha de haber motivado a los asesinos. Mientras estaba en la cárcel, Kropotkin fue entrevistado para un artículo que aparecerá en la edición del 27 de agosto del The New York Times. El artículo, que se refiere a Kropotkin como un "veterano agitador de Rusia y demócrata", lo cita como un partidario optimista de la guerra recientemente iniciada, creyendo que en última instancia, tendría un efecto sobre la liberalización de la sociedad rusa. En una carta a Jean Grave, escrita en septiembre de ese año, Kropotkin criticó a Grave por desear una resolución pacífica del conflicto, e insistió en que la guerra debía ser continuada hasta el final, ya que "las condiciones de paz que serán impuestas por el vencedor".
Meses más tarde, Kropotkin permitió que una carta por él escrita fuese incluida en la edición de octubre de 1914 del periódico Freedom. Titulada "Una carta a Steffen", en que hizo su argumentación a favor de la guerra, dijo que la presencia del Imperio alemán había impedido el progreso de los movimientos anarquistas de toda Europa, y que el pueblo alemán también era culpable de la guerra tanto como lo era el estado alemán. También afirmó que la población de Rusia se radicalizaría y uniría tras una victoria en la guerra, impidiendo a la aristocracia rusa beneficiarse del conflicto. En este sentido, afirmó que las tácticas destinadas a poner fin a la guerra, como el pacifismo y las huelgas generales, eran innecesarias, y que en cambio, la guerra debía ser proseguida hasta que fuera derrotada Alemania.
Los bolcheviques respondieron rápidamente al militarismo de Kropotkin, en un intento de beneficiarse políticamente. Vladimir Lenin publicó en 1915 un artículo, en el que atacó a Kropotkin y a los anarquistas rusos en general por su postura a favor de la guerra, y denunció a Kropotkin y otro enemigo político, Georgi Plejánov, como "chauvinistas por oportunismo o abulia ". En otros discursos y ensayos, Lenin se refirió a Kropotkin en los primeros años de la guerra como un "burgués", y luego en los meses siguientes como un "pequeño bugués". 
A lo largo de 1915 y 1916, Kropotkin mantuvo una correspondencia constante con los anarquistas, entre ellos su compatriota rusa anarquista María Goldsmith. Goldsmith y Kropotkin se enfrentaron a menudo en sus opiniones acerca de la I Guerra Mundial, el papel del internacionalismo durante el conflicto, y si era posible promover el antimilitarismo durante ese período (principios de 1916). Como se explicó anteriormente, Kropotkin tomó firmemente posición a favor de la guerra durante estos comunicados, ya que estaba predispuesto a criticar con frecuencia el Imperio alemán.

### Las respuestas anarquistas a la guerra y Kropotkin
Desprevenidos para lo que el historiador Max Nettlau llamó "inminencia explosiva" de la Primera Guerra Mundial, en su estallido en agosto de 1914, los anarquistas se resignaron a la realidad de la situación y, después de un tiempo, comenzaron a tomar posición. Al igual que todos ciudadanos nacionales, los anarquistas habían sido condicionados para reaccionar a los intereses políticos de sus naciones, y cuya influencia dejó a pocos sin afectar. Acerca del clima de la época, Nettlau comentó: "El aire estaba saturado con las nociones aceptadas, las opiniones convencionales y las peculiares ilusiones de la gente preocupada sobre las pequeñas nacionalidades y las virtudes y defectos de ciertas razas. Había todo tipo de justificaciones plausibles para el imperialismo, para los controles financieros, etc. Y, dado que Tolstoi había muerto en 1910, ninguna voz libertaria y con autoridad moral se oyó en el mundo: ninguna organización, grande o pequeña, tomó la palabra." La actividad anarquista Europea estuvo limitada por las divisiones internas dentro del movimiento anarquista debido a las diferentes actitudes hacia la guerra.
La edición de noviembre de 1914 de Freedom incluía destacados artículos en apoyo a la causa de los Aliados de anarquistas como Kropotkin, Jean Grave, Varlaam Cherkesov y Verleben, así como una refutación a Kropotkin, titulada Los anarquistas han olvidado sus principios, por el anarquista italiano Errico Malatesta. En las semanas siguientes, numerosas cartas críticas hacia Kropotkin fueron enviadas a Freedom, y también publicadas, debido a la imparcialidad del editor del periódico, Thomas Keell. En respuesta a las críticas, Kropotkin se enfureció con Keell por no rechazar esas cartas, denunciándolo como un cobarde indigno de su papel como editor. Más tarde se convocó a una reunión de los miembros de Freedom que tenían una posición a favor de guerra al igual que Kropotkin, pidiendo que se suspendiera la salida del periódico. Keell, el único anarquista contrario a la guerra invitado a asistir, rechazó la exigencia, finalizando la reunión en un hostil desacuerdo. Como resultado, finalizó la viculación de Kropotkin con Freedom y el periódico continuó publicándose como el órgano de los miembros de Freedom, en su mayoría contrarios a la guerra.
Alrededor de 1916, la Gran Guerra ya se había prolongado durante casi dos años, durante los cuales los anarquistas habían tomado parte en movimientos contra la guerra a lo largo de Europa, editando numerosas declaraciones contra la guerra en diversas publicaciones anarquistas y de izquierda. En febrero de 1916, se emitió una declaración de una asamblea de anarquistas de diversas regiones, que incluían Inglaterra, Suiza, Italia, Estados Unidos, Rusia, Francia y los Países Bajos. El documento fue firmado por figuras como Domela Nieuwenhuis, Emma Goldman, Alexander Berkman, Luigi Bertoni, Saúl Yanovsky, Harry Kelly, Thomas Keell, Lilian Wolfe, Rudolf Rocker, y George Barrett. También fue aprobado por Errico Malatesta y Alexander Shapiro, dos de los tres secretarios elegidos para el Congreso Internacional Anarquista de Ámsterdam de 1907. Se establecieron algunos puntos de vista, incluidas el de que todas las guerras son el resultado del sistema actual de la sociedad, y por lo tanto no es la culpa de ningún gobierno en particular; no consideraron a una "guerra defensiva" y a una "guerra ofensiva" como fundamentalmente diferentes; y alentaron a todos los anarquistas a apoyar sólo la lucha de clases y la liberación de los pueblos oprimidos como un medio para resolver las guerras entre los Estados-nación.
Como resultado de su creciente aislamiento de la mayoría de los anarquistas contrarios a la guerra, George Woodcock señala que Kropotkin y los anarquistas que apoyaron su postura se acercaron más entre sí durante los meses que precedieron a la redacción del Manifiesto. Varios de estos mismos hombres serán los que después firmarán el Manifiesto, incluyendo entre ellos a Jean Grave, Charles Malato, Paul Reclus y Christiaan Cornelissen.

## ElManifiesto

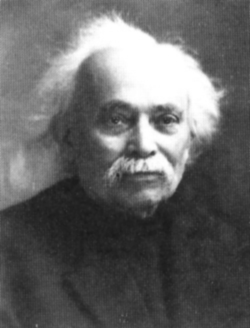
Jean Grave, coautor del Manifiesto.

### Concepción y publicación
Como Kropotkin no pudo viajar en 1916, tuvo una correspondencia frecuente con los otros miembros, Jean Grave entre ellos, que viajó con su esposa desde Francia para visitar a Kropotkin. Juntos, discutieron sobre la guerra y el firme apoyo de Kropotkin a los Aliados. Cuando Kropotkin comentó que le gustaría haber sido más joven para poder ser un combatiente, Grave sugirió la publicación de un documento instando a los anarquistas a apoyar el esfuerzo de guerra de las Potencias Aliadas. Inicialmente vacilante, debido a su imposibilidad personal para registrarse en el servicio militar activo por razones de edad y salud, Kropotkin fue finalmente convencido por Grave.
Se desconoce exactamente qué parte en la autoría le correspondió a cada uno. En ese momento, Grave afirmó que había escrito el manifiesto y que Kropotkin lo había revisado. En cambio, Gregori Maximov informó que Kropotkin había escrito el documento y que Grave sólo había aconsejado algunas alteraciones menores. George Woodcock señaló que el trabajo parecía estar muy influenciado por las típicas preocupaciones de Kropotkin y sus argumentos en contra del Imperio alemán, por lo que consideró que la exacta autoría no era algo importante.
El Manifiesto estaba fechado el 28 de febrero de 1916 y fue publicado por primera vez en La Bataille del 14 de marzo. La Bataille era un controversial periódico socialista conocido por su apoyo a la causa bélica, y por esa razón había sido acusado de ser un frente de propaganda del gobierno por los grupos marxistas. El manifiesto fue reeditado en el periódico londinense Freedom el 14 de abril y en el Libre Fédération de Lausanne (Suiza) en mayo. La versión publicada en el Libre Fédération incluía firmantes adicionales de individualidades que apoyaban el documento después de su publicación inicial.[cita requerida]

### Contenido
La declaración original, de diez párrafos de largo, incluía premisas filosóficas e ideológicas basadas en las opiniones de Piotr Kropotkin.
El ensayo comenzaba declarando que los correctamente anarquistas se habían opuesto a la guerra desde sus inicios, y que los autores preferirían una paz generada por una conferencia internacional de trabajadores europeos. A continuación, sostenían que los trabajadores alemanes muy probablemente estarían también a favor de una finalización del conflicto, y presentaban varias razones por las que sería en su mejor interés el llamar a un armisticio. Estas razones eran que los ciudadanos, después de veinte meses de guerra, habrían comprendido que habían sido engañados, haciéndoles creer que estaban participando en una guerra defensiva; que se habrían dado cuenta de que el Estado alemán había preparado durante mucho tiempo este conflicto, y como tal sería el culpable; que el Imperio alemán no podría sostener logísticamente una ocupación del territorio que había capturado; y que las personas que vivían en los territorios ocupados eran libres de elegir si deseaban ser anexados o no.

En nuestra profunda conciencia, el ataque de Alemania fue una amenaza no solo contra nuestras esperanzas de emancipación, sino contra toda la evolución de la humanidad. Por eso es que nosotros los anarquistas, nosotros, antimilitaristas, nosotros, enemigos de la guerra, nosotros, apasionados partidarios de la paz y la fraternidad de los pueblos, tomamos parte por la resistencia y creemos que no tenemos que separar nuestro destino del destino del resto de la población.
Manifiesto de los dieciséis, 28 de febrero de 1916.

Varios párrafos resumían las condiciones potenciales de un armisticio, rechazando cualquier idea de que el Imperio alemán llegase a tener lugar en el dictado de los términos de paz. Los autores también insistían en que el pueblo alemán debería aceptar parte de la culpa por no haber resistido a la marcha hacia la guerra por parte del gobierno alemán. Los autores sostenían que un llamado inmediato a negociar no habría sido beneficioso, ya que el estado alemán podría dictar el proceso de paz desde una posición de poder diplomático y militar. En cambio, el manifiesto proclamaba que la guerra debía continuar para que el Estado alemán perdiese su fuerza militar, y por extensión, su capacidad para negociar.
Los autores proclamaban que, debido a su filosofía antigubernativa, antimilitarista, e internacionalista, el apoyo a la guerra era un acto de "resistencia" al imperio alemán. El manifiesto concluía entonces que, la victoria sobre Alemania y la caída del Partido Socialdemócrata de Alemania y los otros partidos gobernantes del Imperio Alemán acercarían al objetivo anarquista de emancipar a Europa y al pueblo alemán, y que los autores estaban dispuestos a colaborar con los alemanes para avanzar en este objetivo.

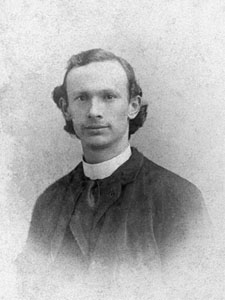
El anarcosindicalista holandés Christiaan Cornelissen, firmante del Manifiesto

### Firmantes y partidarios
El manifiesto fue firmado por algunos de los más eminentes anarquistas de Europa. Los firmantes eran originalmente 15, pero fue conocido como Manifiesto de los Dieciséis debido a que se tomó erróneamente el nombre de la localidad en que vivía el argelino Antoine Orfila, es decir la ciudad de Hussein Dey, como si fuese el apellido de un signatario. Entre los principales signatarios del grupo se encontraban Jean Grave y Piotr Kropotkin.
En Francia, fueron signatarios los anarcosindicalistas Christiaan Cornelissen y François Le Levé; Cornelissen era partidario de la Unión sacrée , una tregua entre el gobierno francés y los sindicatos durante la Primera Guerra Mundial, y escribió varios folletos contra Alemania, mientras que Le Levé -de treinta y dos años de edad- más tarde se uniría a la Resistencia francesa durante la Segunda Guerra Mundial. Otro firmante de renombre fue Paul Reclus, hijo de Élisée Reclus, cuya adhesión a la guerra y al manifiesto convenció de firmar a su amigo anarquista japonés Sanshirō Ishikawa (que firmó el documento como "Tchikawa").
El anarquista ruso/georgiano Varlaam Cherkesov, crítico del marxismo, periodista y amigo de Kropotkin, fue otro notable que firmó el manifiesto. Las otras firmas que apoyaron al documento fueron Henri Fuss, Jacques Guérin, Charles-Ange Laisant, Carlos Malato, Jules Moineau, Antoine Orfila, Marc Pierrot y Ph. Richard. James Guillaume, aunque apoyó la guerra, no firmó inicialmente el documento. El manifiesto fue apoyado posteriormente por un centenar de anarquistas, la mitad de los cuales eran italianos.

## Impacto y legado
La publicación del Manifiesto fue recibida con gran desaprobación por el movimiento anarquista internacional, y en consideración de su impacto, George Woodcock señaló que "tan solo confirmó la división que existía dentro del movimiento anarquista." Los firmantes del Manifiesto vieron la Primera Guerra Mundial como una batalla entre el imperialismo alemán y la clase obrera internacional. En contraste, la mayoría de los anarquistas de la época, incluyendo a Errico Malatesta, Emma Goldman y Alexander Berkman, vieron la guerra como entre capitalistas de diferentes estados imperialistas a expensas de la clase obrera. El número de partidarios de la posición de Kropotkin alcanzó un máximo de tal vez 100 o menos, mientras que la abrumadora mayoría de los anarquistas abrazaron el punto de vista de Goldman y Berkman.
Junto con el manifiesto reimpreso en las columnas de cartas de lectores del periódico Freedom en abril de 1916, se publicó una respuesta de Malatesta. Esta se tituló Governmental Anarchists (Anarquistas gubernamentalistas), y reconocía "la buena fe y las buenas intenciones" de los signatarios del Manifiesto, aunque los acusó de haber traicionado los principios anarquistas. A Malatesta pronto se le unieron otros anaqruistas de fama, entre los cuales se encontraban Luigi Fabbri, Sébastien Faure, Emma Goldman, Émile Armand, Rudolf Rocker, Alexander Shapiro, Thomas Keell, Domela Nieuwenhuis, Gustav Landauer, Erich Mühsam, Fritz Oerter y Fritz Kater.

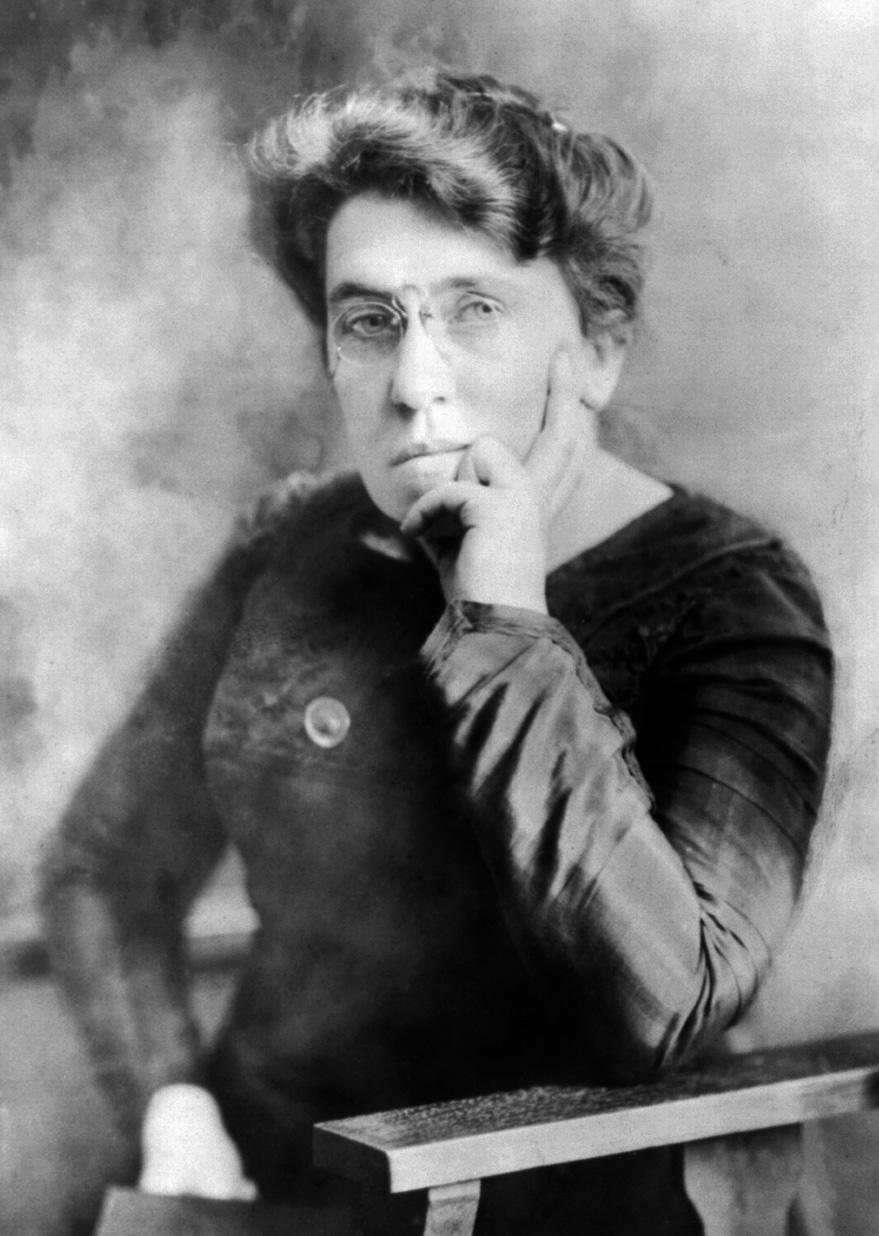
Emma Goldman fotografiada alrededor de 1911. Goldman se opuso a la guerra y tuvo que purgar prisión en los Estados Unidos durante dos años por su activismo.

Como resultado de este firme apoyo a la guerra de Kropotkin, muchas de sus viejas amistades cortaron relaciones con él, mientras que su popularidad declinó. Dos excepciones fueron Rudolf Rocker y A. Shapiro, que por esa época estaban en prisión. En consecuencia, Kropotkin fue quedadndo cada vez más aislado durante sus últimos años en Londres, antes de retornar a Rusia luego de la revolución.
En Piotr Kropotkin: Sus ideas federalistas (1922), una visión general de los escritos de Kropotkin escrita por Camillo Berneri, el autor expuso una crítica a su actitud militarista. Berneri escribió, "con su actitud pro-guerra Kropotkin se separó del anarquismo", y afirmó que el Manifiesto de los dieciséis "marca la culminación de la incoherencia entre los anarquistas a favor de la guerra; [Kropotkin] también apoyó a Kerensky en Rusia sobre la cuestión de la prosecución de la guerra". El escritor anarquista Vernon Richards especula que si no fuera por la voluntad de Thomas Keell, el editor de Freedom (firmemente contrario a la guerra), de otorgar a los partidarios de la guerra la oportunidad de expresar su opinión y defender sus puntos de vista desde el principio, podrían haberse visto aislados políticamente desde mucho antes.

### Rusia
El historiador Paul Avrich, describe las consecuencias del apoyo a la guerra, como una "casi fatal" división en el anarquismo movimiento anarquista ruso. Los anarquistas de Moscú se dividieron en dos grupos, la facción mayoritaria apoyando a Kropotkin y a los "defensistas"; la fracción menor de tendencia antibélica, respondió abandonando el anarcocomunismo de Kropotkin y abrazando el anarcosindicalismo. A pesar de ello, el movimiento anarquista en Rusia continuó ganando fuerza. En un artículo publicado en la edición de diciembre de 1916 de El Estado y la revolución , el líder bolchevique Lenin acusó a la gran mayoría de los anarquistas rusos de seguir Kropotkin y Grave, y denunciándolos como "anarco-chauvinistas". Similares acusaciones fueron hechas por otros bolcheviques como José Stalin, que escribía en una carta al líder bolchevique, "He leído recientemente artículos de Kropotkin -el viejo tonto parece haber perdido completamente la razón"
El historiador George Woodcock caracteriza a estas críticas como aceptables en la medida en que se enfocaron en el militarismo de Kropotkin. Sin embargo, encontró las críticas de los anarquistas rusos como "injustificadas", y respecto de las acusaciones de que los anarquistas rusos abrazaron el mensaje de Kropotkin y Grave, Woodcock afirmó que, "nada de eso sucedió; sólo alrededor de un centenar de anarquistas firmaron las diferentes declaraciones en apoyo de la guerra; la mayoría en todos los países mantuvieron una posición antimilitarista tan coherente como la de los bolcheviques."

### Suiza y España
En Ginebra, un grupo airado de "internacionalistas" -Grossman-Roštšin, Alexander Ghe y discípulo de Kropotkin K. Orgeiani entre otros- bautizaron a los anarquistas que apoyaban a la guerra como "anarco-patriotas". Sostenían que la única forma de guerra aceptable para los anarquistas era la verdadera revolución social que derrocaría a la burguesía y a sus instituciones opresivas. Jean Wintsch, fundador de la Escuela Ferrer de Lausana y editor de La libre fédération, fue aislado del movimiento anarquista suizo cuando se alineó con el Manifiesto y sus signatarios.
Los anarcosindicalistas españoles, que se opusieron a la guerra aduciendo que ninguna de las facciones estaba del lado de los trabajadores, repudió airadamente a sus antiguos ídolos (incluidos Kropotkin, Malato y Grave) tras descubrir que habían escrito el manifiesto. Un pequeño número de anarquistas en Galicia y Asturias no estuvo de acuerdo y fueron acaloradamente denunciados por la mayoría de los anarcosindicalistas de Cataluña (quienes prevalecían en el sindicato anarquista Confederación Nacional del Trabajo).